# 마이크 쿨보
마이크 로버트 쿨보(Michael Robert Coolbaugh, 1972년 6월 5일 ~ 2007년 7월 22일)는 미국의 전 야구 선수이며, 포지션은 내야수이다. 형인 스콧 쿨보 또한 야구 선수이다.

## 생애
1990년 토론토 블루제이스에 입단했으며, 이후 11년동안 마이너 리그 베이스볼의 다수의 팀을 거쳤다. 이후 2001년 밀워키 브루어스의 3루수에 발탁되어 메이저 리그 베이스볼에 데뷔했으며, 2002년 세인트루이스 카디널스로 이적하였다. 그 뒤 2003년 KBO 리그의 두산 베어스로 이적했으나 부진한 활약을 보이며 시즌 도중 휴스턴 애스트로스로 팀을 옮겼으며, 2006년 다시 캔자스시티 로열스 소속으로 뛰게 되었으나 스프링 트레이닝 도중 왼쪽 허리에 부상을 입어 선수 은퇴를 선언하였다.
은퇴 이후 형인 스콧 쿨보와 함께 콜로라도 로키스 산하의 털사 드릴러스의 1루 코치로 취임했으나, 2007년 7월 22일 지명타자 티노 산체스가 친 강한 파울 타구에 머리를 얻어 맞아 뇌출혈로 사망했다. 사고 이후 2008년부터 메이저 리그 베이스볼의 모든 베이스 코치들의 헬멧 착용이 의무화되었다.

## 같이 보기
- 필립 휴스